# Il presidente (film 1961)
Il presidente è un film del 1961 diretto da Henri Verneuil.
Il soggetto è tratto dal romanzo omonimo di Georges Simenon.

## Trama
Ex Presidente del consiglio dei ministri, il vecchio Émile Beaufort dedica gran parte del proprio tempo a dettare le memorie alla sua devota segretaria, la signorina Millerand, a La Verdière, dove si è ritirato. Anche se non fa più parte dell'agone politico, tiene sempre d'occhio le notizie.
Davanti a una crisi istituzionale, la stampa ritiene che il deputato Philippe Chalamont possa formare un governo di ampia unità nazionale. Beaufort, benché ritiratosi in provincia, si sente chiamato e coinvolto: Chalamont, vent'anni prima, è stato suo segretario particolare, e Beaufort ne aveva coperto qualche errore, conservando però un incartamento su di lui e una lettera di autoaccusa dello stesso tra le proprie carte. Perciò mette e poi rifiuta di levare il proprio veto per un ritorno al governo di Chalamont. I due si incontrano, ma le minacce reciproche non portano a un accordo. Nonostante la salute malferma e l'età, il "presidente" non rinuncia alle proprie idee di correttezza morale.

## Produzione
Il film è un raro caso, nella cinematografia francese, di narrativa d'argomento politico. Stando alle dichiarazioni del regista e dello sceneggiatore Michel Audiard, oltre che per un cartello di prassi messo a inizio film, non ci sono riferimenti alla politica, né a personaggi o vicende reali. È piuttosto la lotta tra un uomo anziano e i propri ricordi, o tra fedeltà e tradimento, laddove infine, però, dubbia moralità e interessi personali non devono prevalere e sorpassare l'idea che un uomo a servizio dello Stato debba essere comunque integerrimo.

## Distribuzione
Il film uscì nelle sale cinematografiche francesi il 1º marzo 1961, in quelle italiane il 12 agosto dello stesso anno.